# درغل (غافروبارمون)
درغل (بالفارسية: درگل) هي قرية تقع في إيران في قسم غافروبارمون الريفي. يقدر عدد سكانها بـ 143 نسمة بحسب إحصاء 2016.